# Міллвілл (Юта)
Міллвілл (англ. Millville) — місто (англ. city) в США, в окрузі Кеш штату Юта. Населення — 2326 осіб (2020).

## Географія
Міллвілл розташований за координатами 41°41′6″ пн. ш. 111°49′17″ зх. д. / 41.68500° пн. ш. 111.82139° зх. д. (41.685019, -111.821435).  За даними Бюро перепису населення США в 2010 році місто мало площу 5,46 км², уся площа — суходіл. В 2017 році площа становила 6,28 км², уся площа — суходіл.

## Демографія
Згідно з переписом 2010 року, у місті мешкало 1829 осіб у 504 домогосподарствах у складі 449 родин. Густота населення становила 335 осіб/км².  Було 519 помешкань (95/км²).
Расовий склад населення:
| - 95,3 % — білих - 0,8 % — корінних американців - 0,5 % — азіатів - 0,3 % — чорних або афроамериканців - 0,2 % — вихідців з тихоокеанських островів - 1,6 % — осіб інших рас |

До двох чи більше рас належало 1,3 %. Частка іспаномовних становила 5,7 % від усіх жителів.
За віковим діапазоном населення розподілялося таким чином: 37,9 % — особи молодші 18 років, 56,4 % — особи у віці 18—64 років, 5,7 % — особи у віці 65 років та старші. Медіана віку мешканця становила 27,8 року. На 100 осіб жіночої статі у місті припадало 100,3 чоловіків;  на 100 жінок у віці від 18 років та старших — 98,6 чоловіків також старших 18 років.
Середній дохід на одне домашнє господарство  становив 78 957 доларів США (медіана — 78 500), а середній дохід на одну сім'ю — 85 753 долари (медіана — 85 273). Медіана доходів становила 65 114 долари для чоловіків та 35 714 долари для жінок. За межею бідності перебувало 6,0 % осіб, у тому числі 4,4 % дітей у віці до 18 років та 6,6 % осіб у віці 65 років та старших.
Цивільне працевлаштоване населення становило 991 особа. Основні галузі зайнятості: освіта, охорона здоров'я та соціальна допомога — 29,5 %, виробництво — 17,8 %, науковці, спеціалісти, менеджери — 15,7 %.